# Spitalbrücke w Norymberdze
Most szpitalny (niem: Spitalbrücke) – średniowieczny most w Norymberdze nad rzeką Pegnitz, łączący wyspę Schütt z północnym brzegiem rzeki. Pierwszy most w tym miejscu powstał w 1320 r. Obecny most pochodzi z 1485 r. Nazwa nawiązuje do Szpitala Ducha Świętego, który znajduje się obok mostu.

## Źródła
- Bayerisches Landesamt für Denkmalpflege: Denkmalliste Nürnberg (Stadt), Stand 24. Februar 2018, Eintrag Nr. D-5-64-000-2855